# Escalona, Mexiko
Escalona är en ort i Mexiko.   Den ligger i kommunen Tatatila och delstaten Veracruz, i den sydöstra delen av landet, 210 km öster om huvudstaden Mexico City. Escalona ligger 984 meter över havet och antalet invånare är 220.
Terrängen runt Escalona är huvudsakligen bergig, men norrut är den kuperad. Escalona ligger nere i en dal. Runt Escalona är det ganska tätbefolkat, med 160 invånare per kvadratkilometer. Närmaste större samhälle är Atzalan, 15,9 km nordväst om Escalona. I omgivningarna runt Escalona växer i huvudsak blandskog.